# Великая школа нации
«Вели́кая шко́ла на́ции» (греч. Μεγάλη του Γένους Σχολή, тур. Özel Fener Rum Lisesi) — старейшая и самая престижная греческая православная школа в Стамбуле (Турция). Расположена на крутом холме в районе Фанар.
Основана в 1454 году, через год после падения Константинополя, Матеосом Камариотисом. Скоро стала школой для благородных православных семей Османской империи, в основном греческих. Здесь учились многие османские министры, а также валашские и молдавские князья, назначавшиеся османским правительством. Например, её окончил Димитрий Кантемир.
Нынешнее здание школы расположено недалеко от церкви Святого Георгия, где находится кафедра патриарха Константинопольского. Здание построено в 1881—1883 годах в духе эклектики на средства банкира Зарифиса и известно среди местных жителей как «Красный замок» и «Красная школа» (тур. Kırmızı Okul).

## Ректоры (схолары)
- Матфей Камариот (1454—1490)
- Теофилос Коридаллеус (1621—1623) и (1629—1639)
- Александр Маврокордато (1665—1671)
- Евгений (Вулгарис) (1760—1761)
- Дорофей (Проиос)[греч.] (1803—1807)
- Кумас, Константинос (1814—1815)
- Евстафий (Клеовулос) (1864—1871)
- Михаил (Клеовулос) (1888—1918)
- вакантна 1918—1920
- Александр (Зотос) (1920—1925)
- Спиридон Захариадис (1925—1952)
- Георгий Диктабанис (1952—1964)
- вакантна 1964—1967
- Иоаннис Карайаннис (1967—1976)
- вакантна 1976—1991
- Николай Мавракис (1992—2007)
- Виктория Лемопулу (2007—2018)
- Димитрис Зотис (с 2018)